# Bouteille d'eau comestible

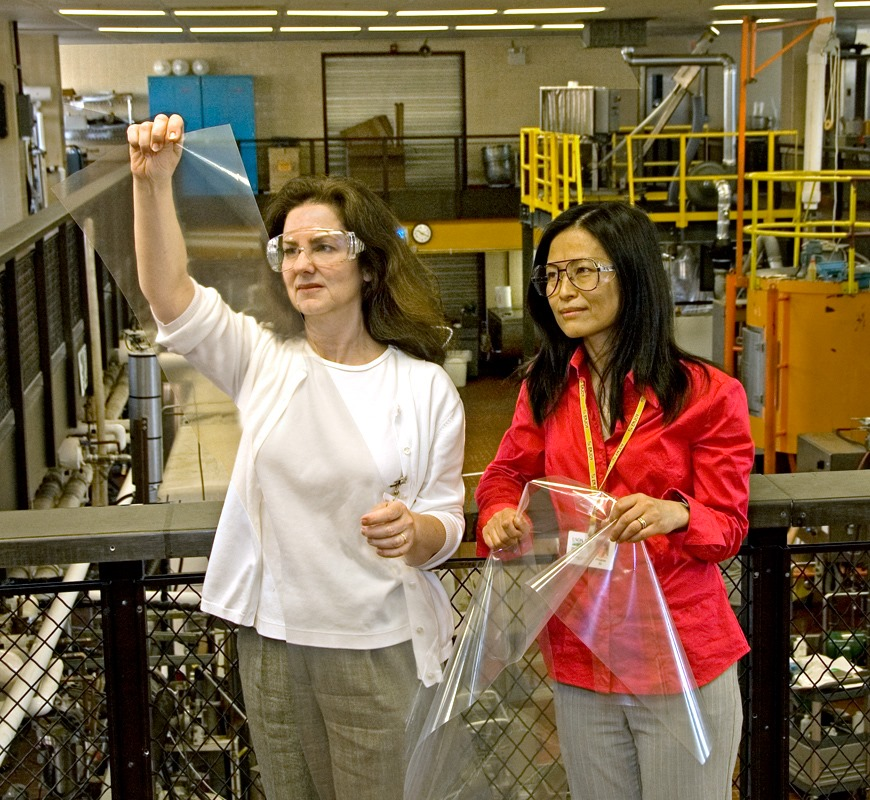
Peggy Tomasula, ingénieur chimiste de l'USDA, et Phoebe Qi, chimiste, inspectent des films de caséine fabriqués selon un procédé que Mme Tomasula a contribué à mettre au point.

Une bouteille d'eau comestible est un emballage comestible pouvant contenir de l'eau.
Cette « bouteille » résistante peut contenir de l'eau potable, hygiénique et biodégradable. Composé d'une double membrane d'alginate de sodium, cet emballage est biodégradable et peut même être ingéré par l'homme.

## Historique
Ce bulbe a été créé par Rodrigo García González, Guillaume Couche et Pierre-Yves Paslier, trois designers  travaillant pour la société « Skipping Rocks Lab », basée à Londres.
Il est récompensé aux « Lexus Design Award » en 2014.